# Jordan-Wigner-Transformation
Mithilfe der Jordan-Wigner-Transformation können verschiedene eindimensionale quantenmechanische Systeme aufeinander abgebildet werden. Genauer gesagt ist es möglich mit der Transformation eindimensionale Spin-1/2-Ketten auf Fermionen auf einer Kette abzubilden.
Die Jordan-Wigner-Transformation bildet die Spin-1/2-Operatoren und ihre Algebra (Algebra der Pauli-Matrizen) auf Erzeugungs- und Vernichtungsoperatoren für Fermionen und deren Algebra ab. Mithilfe der Transformation kann die Äquivalenz zwischen dem eindimensionalen Heisenbergmodell und Fermionen auf einem eindimensionalen Gitter mit nächster Nachbarwechselwirkung gezeigt werden.
Die Transformation wurde 1928 von Pascual Jordan und Eugene Wigner in der Zeitschrift für Physik veröffentlicht. 1961 benutzten Elliott Lieb, T. Schultz, D. Mattis die Transformation bei der Einführung ihres exakt lösbaren eindimensionalen Spin-1/2-xy-Modells.
Die Jordan-Wigner-Transformation wurde auch auf zweidimensionale Spin-Systeme angewandt und auf dreidimensionale Systeme. Die Anwendung auf zweidimensionale Systeme wurde als einer der Ersten von Eduardo Fradkin 1989 diskutiert.
Elliott Lieb, T. Schultz, Daniel Mattis wandten die Transformation 1964 auf die Transfermatrix im zweidimensionalen Isingmodell an und leiteten damit die zuvor von Lars Onsager gefundene exakte Lösung ab.

## Grundlegende Idee
Betrachtet man Spin-1/2-Operatoren am Platz {\displaystyle j}, so findet man, dass diese den grundlegenden kanonischen (Anti-)Vertauschungsrelationen (Anti-Kommutatorrelationen) für Fermionen gehorchen:
{\displaystyle \{S_{j}^{+},S_{j}^{-}\}=1,\qquad \{S_{j}^{+},S_{j}^{+}\}=0=\{S_{j}^{-},S_{j}^{-}\},}
wobei {\displaystyle \{A,B\}=AB+BA}. Die Idee ist daher, die Spin-1/2-Operatoren als fermionische Operatoren zu betrachten. Allerdings erfüllen die Spin-1/2-Operatoren keine Anti-Kommutatorrelationen, sondern Kommutatorrelationen auf verschiedenen Gitterplätzen {\displaystyle j} und {\displaystyle k}:
{\displaystyle [S_{j}^{+},S_{k}^{-}]=0=[S_{j}^{+},S_{k}^{+}]=[S_{j}^{-},S_{k}^{-}],}
wobei {\displaystyle [A,B]=AB-BA}.
Jordan und Wigner haben erkannt, dass dies jedoch mit der Einführung eines Phasenoperators vor den Spin-1/2-Operatoren behoben werden kann. Es wird eine Wegorientierung definiert mit einem Phasenfaktor, der abhängig von der Anzahl der Up-Spins vor dem betrachteten Spin ist.
{\displaystyle c_{j}=e^{i\phi _{j}}S_{j}^{-}\qquad {\text{mit}}\quad \phi _{j}=\pi \sum _{k<j}S_{k}^{+}S_{k}^{-}}
Ist an der Stelle {\displaystyle j} ein Up-Spin, wird ein Phasenfaktor (−1) „aufgepickt“, bei einem Down-Spin passiert nichts (Phasenfaktor 1):
{\displaystyle e^{i\pi S_{j}^{+}S_{j}^{-}}=e^{i\pi n_{j}}=1-2n_{j}\qquad {\text{mit}}\quad n_{j}=S_{j}^{+}S_{j}^{-}}
Die so definierten fermionischen Operatoren erfüllen die Anti-Kommutatorrelationen auf verschiedenen Plätzen {\displaystyle j} und {\displaystyle k}:
{\displaystyle \{c_{j},c_{k}^{\dagger }\}=\delta _{jk},\qquad \{c_{j}^{\dagger },c_{k}^{\dagger }\}=0=\{c_{j},c_{k}\}}
Besonders hilfreich sind folgende Zusammenhänge für die Abbildung zwischen verschiedenen Modellen:
{\displaystyle S_{j}^{+}S_{j+1}^{-}=\pm c_{j}^{\dagger }c_{j+1}}
{\displaystyle S_{z}=S_{j}^{+}S_{j}^{-}-{\frac {1}{2}}=c_{j}^{\dagger }c_{j}-{\frac {1}{2}}}

## Anwendungen

### 1D-Heisenberg-Modell
Zur Veranschaulichung der Jordan-Wigner-Transformation wird sie auf das eindimensionale Heisenberg-Modell angewandt. Die nötigen Produkte der verschiedenen Operatoren sind bereits im vorherigen Abschnitt aufgelistet. Der Hamiltonian {\displaystyle H_{\text{Heis}}} des 1D-Heisenberg Modells kann demnach geschrieben werden als:
{\displaystyle {\begin{aligned}H_{\text{Heis}}&=-J\sum _{n=1}^{N}{\vec {S}}_{n}\cdot {\vec {S}}_{n+1}=-J\sum _{n=1}^{N}\left[{\frac {1}{2}}(S_{n}^{+}S_{n+1}^{-}+S_{n}^{-}S_{n+1}^{+})+S_{n}^{z}S_{n+1}^{z}\right]\\&=-J\sum _{i=1}^{N}\left[{\frac {1}{2}}\left(c_{i}^{\dagger }c_{i+1}+{\text{h.c}}\right)+\left((c_{i}^{\dagger }c_{i}-{\frac {1}{2}})(c_{i+1}^{\dagger }c_{i+1}-{\frac {1}{2}})\right)\right]\\&=H_{0}+H_{J}\end{aligned}}}
Die Transformation zeigt also die Äquivalenz des 1D-Heisenberg Modells mit spinlosen Fermionen auf dem Gitter mit periodischen Randbedingungen und lediglich nächster Nachbarwechselwirkung. Der erste Term {\displaystyle H_{0}} beschreibt wechselwirkungsfreie Fermionen und der zweite Term {\displaystyle H_{J}} ist der Wechselwirkungsterm mit einer Wechselwirkung {\displaystyle U=-J} gegeben über die Kopplungskonstante des Heisenbergmodells.

### 1D-XY-Modell
Ein weiteres Beispiel ist das eindimensionale XY-Modell als Spezialfall des 1D-Heisenberg-Modells. Der Hamiltonian {\displaystyle H_{\text{Heis}}} des XY-Modells kann geschrieben werden als:
{\displaystyle {\begin{aligned}H_{\text{XY}}&=-J\sum _{n=1}^{N}\left[{\frac {1}{2}}(S_{n}^{+}S_{n+1}^{-}+S_{n}^{-}S_{n+1}^{+})\right]\\&=-J\sum _{i=1}^{N}{\frac {1}{2}}\left(c_{i}^{\dagger }c_{i+1}+c_{i+1}^{\dagger }c_{i}\right)=H_{0}\end{aligned}}}
Die Jordan-Wigner Transformation bildet das Spin-System also auf wechselwirkungsfreie spinlose Fermionen ab. Für dieses System kann man die Zustandssumme exakt angeben.

### Quanteninformationstheorie
Die Transformation wurde in der Quanteninformationstheorie benutzt, um ein System wechselwirkender Qubits auf ein äquivalentes System wechselwirkender Fermionen abzubilden und umgekehrt. Außerdem konnte damit durch Raymond  Laflamme und Kollegen das Problem der Simulation fermionischer quantenmechanischer Systeme in Quantencomputern gelöst werden, ein Problem das in der Pionierarbeit von Richard Feynman von 1982 noch offen war.